# Rhodosoma turcicum
Rhodosoma turcicum är en sjöpungsart som först beskrevs av Savigny 1816.  Rhodosoma turcicum ingår i släktet Rhodosoma och familjen högermagade sjöpungar. Inga underarter finns listade i Catalogue of Life.